# Presidente da Irlanda
O Presidente da Irlanda (em irlandês Uachtarán na hÉireann) [uːəxt̪ˠəɾaːn̪ˠ n̪ˠə heːɼən̪ˠ] é o chefe de estado da República da Irlanda. O presidente é geralmente eleito diretamente pelo povo para um mandato de sete anos, e pode ser reeleito uma vez. A presidência é um cargo em grande parte cerimonial, mas o presidente pode exercer alguns poderes limitados, ao seu absoluto critério. O cargo foi resignado pela Constituição da Irlanda em 1937. 
A cerimónia de tomada de posse do Presidente da Irlanda tem lugar no Dublin Castle, tradição iniciada pelo primeiro presidente, Douglas Hyde, em 1938. A residência oficial da presidência é o Áras an Uachtaráin em Dublin. O atual detentor do cargo é Michael D. Higgins, eleito em outubro de 2011 e reeleito em outubro de 2018.

## Lista de presidentes
| #  | Nome                | Imagem | Inicio                 | Fim                    | Foi nomeado(a) por  |
| -- | ------------------- | ------ | ---------------------- | ---------------------- | ------------------- |
| 1. | Douglas Hyde        |        | 25 de Junho de 1938    | 24 de Junho de 1945    | Todos os partidos   |
| 2. | Seán T. O'Kelly     |        | 25 de Junho de 1945    | 24 de Junho de 1959    | Fianna Fáil         |
| 3. | Éamon de Valera     |        | 25 de Junho de 1959    | 24 de Junho de 1973    | Fianna Fáil         |
| 4. | Erskine H. Childers |        | 25 de Junho de 1973    | 17 de Novembro de 1974 | Fianna Fáil         |
| 5. | Cearbhall Ó Dálaigh |        | 19 de Dezembro de 1974 | 22 de Outubro de 1976  | Todos os partidos   |
| 6. | Patrick Hillery     |        | 3 de Dezembro de 1976  | 2 de Dezembro de 1990  | Fianna Fáil         |
| 7. | Mary Robinson       |        | 3 de Dezembro de 1990  | 11 de Novembro de 1997 | Partido Trabalhista |
| 8. | Mary McAleese       |        | 11 de Novembro de 1997 | 11 de Novembro de 2011 | Fianna Fáil         |
| 9. | Michael Higgins     |        | 11 de Novembro de 2011 | Presente               | Partido Trabalhista |